# Martiño Rivas
Martiño Rivas López (ur. 10 stycznia 1985 w Vimianzo) – hiszpański aktor.

## Życiorys

### Wczesne lata
Urodził się w Vimianzo w prowincji A Coruña w Galicji jako syn Maríi Isabel López Mariño i Manuela Rivasa Barrósa, pisarza, poety i dziennikarza. Wychowywał się z siostrą Sol. Ukończył szkołę średnią w Londynie, a następnie studiował komunikację audiowizualną na uniwersytecie w Santiago de Compostela.

### Kariera
Swoją ekranową przygodę rozpoczął od występu jako Dani w serialu Mareas vivas (1998–2000). Wystąpił w filmach krótkometrażowych: Puzzle (2004) jako chłopiec, Atopeite (2006) w roli Nicolása, Universos (2009) jako Álex i Isabel Isabellae (2014). Wziął udział w serialu SMS, sin miedo a soñar (2006–2007) jako Moisés z Yonem Gonzálezem i Mario Casasem oraz serialu Mężowie i żony (Maridos e mulleres, 2006–2008) jako David. Za rolę Lalo w dramacie historycznym Ślepe słoneczniki (Los girasoles ciegos, 2008) u boku Maribel Verdú i Javiera Cámary był nominowany do nagrody Goya jako najlepszy nowy aktor. W 2011 zajął ósme miejsce w ogłoszonym przez hiszpański portal 20minutos.es rankingu „najseksowniejszych hiszpańskich aktorów”.
W latach 2010–2011 studiował w Central School of Speech and Drama. W 2012 zadebiutował na scenie w roli Jonathana Harkera w sztuce Brama Stokera Dracula. W 2013 występował z madrycką grupą teatralną Centro Dramático Nacional w przedstawieniu La Monja Alférez jako Catalina de Erauso. Znalazł się w obsadzie komediodramatu Ludzie i miejsca (Gente en sitios, 2013) i komedii romantycznej O trzy wesela za dużo (3 bodas de más, 2013) w roli Daniego. 
W dramacie telewizyjnym Lux Vide Romeo & Juliet (2013), będącym adaptacją sztuki Williama Shakespeare’a o tym samym tytule, wcielił się w postać Romea u boku Alessandri Mastronardi i Kena Dukena. W 2014 w Teatro Español w Madrycie grał Rubéna w spektaklu Cuestión de altura. Trafił na okładkę „Hola! Fashion” (w kwietniu 2014), „TenMag” (w maju 2014), „Men’s Health” (w listopadzie 2021) i „Esquire” (w październiku 2022). 
W serialu Wiem, kim jesteś (Sé quién eres, 2017) pojawił się jako Marc Castro. W latach 2019–2021 w Teatro Kamikaze w Madrycie grał rolę Antonio Guerrero w spektaklu Jauría. W 2020 rozpoczęły się zdjęcia do miniserialu Bambu Producciones Nacho Vidal: Una industria XXXL, gdzie został obsadzony w roli aktora porno Nacho Vidala.

## Życie prywatne
W 2007 wraz z Yonem Gonzálezem i Martą Torné Rivas wspierał Fundację ONG Childhood Without Limits Foundation.
W latach 2017–2020 był związany z tancerką Kayoko Everhart, z którą ma córkę Ayo (ur. 2019). W 2021 związał się z modelką Lily Fofaną.

## Wybrana filmografia
- 2007–2010: Internat (El Internado) jako Marcos Novoa Pazos
- 2014: Za garść pocałunków (Por un puñado de besos) jako Dani
- 2017–2020: Telefonistki (Las chicas del cable) jako Carlos Cifuentes